# ISO 3166-2:SL

Provinzen in Sierra Leone

Die Liste der ISO-3166-2-Codes für  Sierra Leone enthält die Codes für die vier Provinzen und ein Gebiet (area).

Die Codes bestehen aus zwei Teilen, die durch einen Bindestrich voneinander getrennt sind. Der erste Teil gibt den Landescode gemäß ISO 3166-1 (für  Sierra Leone SL), der zweite den Code für die Provinz wieder.
Die aktuellen Codes stehen auf der Seite der ISO unter #iso:code:3166:SL zur Verfügung.

| Provinz             | Code  |
| ------------------- | ----- |
| Eastern Province    | SL-E  |
| Northern Province   | SL-N  |
| North West Province | SL-NW |
| Southern Province   | SL-S  |
| Western Area        | SL-W  |